# Bertina Lopes
Bertina Lopes (Lourenço Marques, mais tarde Maputo, 11 de julho de 1924 - Roma, 10 de fevereiro de 2012)  foi uma pintora e escultora italiana nascida em Moçambique. A arte de Bertina é caracterizada pela profunda sensibilidade africana, com cores saturadas, composições corajosas de figuras semelhantes a máscaras e formas geométricas.  Bertina Lopes foi reconhecida por destacar "a crítica social e o fervor nacionalista que influenciaram outros artistas moçambicanos do seu tempo".  

## Vida pessoal
Bertina Lopes nasceu na capital de Moçambique, a então cidade de Lourenço Marques (mais tarde rebatizada Maputo), a 11 de julho de 1924, filha de mãe africana, cuja família era conhecida localmente, e de pai português, que trabalhava no campo. 
Estudou em Lourenço Marques mas, após o segundo ano do ensino secundário, mudou-se para Lisboa para concluir o liceu, onde estudou pintura e desenhou com Lino António e Celestino Alves e se formou em pintura e escultura.  Nessa altura, conheceu artistas como Marcelino Vespeira, Carlos Botelho, Albertina Mantua, Costa Pinheiro, Júlio Pomar e Nuno de Sampayo. 
Em 1943, Bertina voltou a Moçambique, onde se casou com o poeta Virgílio de Lemos, com quem teve filhos gémeos.  Durante nove anos, Bertina ensinou Desenho Artístico na Escola Técnica General Machado (secção feminina). Era reconhecida pelo seu método de ensino inovador. Todavia, por diversas vezes entrou em conflito com a direção da escola da altura. 
Em 1955, o seu marido publicou um poema anticolonial, em resultado do que foi levado a julgamento por profanação da bandeira portuguesa. Mais tarde, Virgílio de Lemos juntou-se à resistência moçambicana (1954-61) e, no âmbito das atividades deste grupo, foi preso por subversão. Todos estes eventos que envolveram o marido e que Bertina acompanhou acabaram por reforçar a sua simpatia pelas franjas mais fracas e oprimidas da população, algo que também ficou patente, por diversas vezes, na sua arte. 
Em 1956, Bertina pintou o mural "Pavilhão da Evocação Histórica", inaugurado por ocasião de uma visita oficial do presidente Craveiro Lopes a Moçambique. Três anos depois, Bertina Lopes foi nomeada presidente do “Núcleo de Arte” de Lourenço Marques e vice-presidente da “Direcção” do “Núcleo de Arte”. Dada a sua proximidade com Virgílio de Lemos e a eclosão da Guerra da Independência de Moçambique, foi forçada a deixar Moçambique em 1961. Viveu por um curto período em Lisboa, mudando-se mais tarde para Roma. 
Em 1964, casou-se com Francesco Confaloni, engenheiro de computação e amante de arte. Durante esses tempos, fez amizade com alguns dos protagonistas da cena artística italiana, como eram Marino Marini, Renato Guttuso, Carlo Levi e Antonio Scordia. Em 1965, Bertina Lopes adquiriu a nacionalidade italiana.   Em 1979, visitou Moçambique pela primeira vez desde a sua partida e, em 1982, a sua arte fez parte de uma grande exposição no Museu Nacional de Arte Moderna na cidade já então chamada Maputo. Em 1986, fez a sua primeira exposição retrospetiva no Palazzo Venezia, em Roma. Em 1993, recebe o título de Comendadora de Arte pelo Presidente da República de Portugal, Mario Soares, em Lisboa. Em 1995, venceu o Prémio Gabriele D'Annunzio em Roma e, em 2002, foi homenageada pelo presidente italiano Carlo Azeglio Ciampi como reconhecimento do seu contributo para a arte. 
A última aparição pública de Bertina Lopes foi na Bienal de Veneza em 2011. Morreu em Roma em 2012, aos 86 anos.  O então presidente de Moçambique, Armando Guebuza, descreveu Bertina Lopes como "uma mulher humilde, criativa, combativa e generosa, que sempre exigiu de si mesma que superasse suas realizações anteriores".

## Trabalhos
O trabalho artístico de Bertina Lopes teve diversas influências, onde se inclui a arte moçambicana e o modernismo português. Entre 1946 e 1956, Bertina inspira-se na arte de pintores ocidentais, de artistas urbanos e de graffiters sul-americanos.  Após a morte de Picasso em 1970, Bertina Lopes prestou-lhe homenagem com uma intensa pintura que simbolizava a repressão política em Espanha.  Bertina era próxima de grupos antifascistas e opunha-se ao conceito de "arte negra", tendo como fonte de inspiração a poesia de Noémia de Sousa e passando a incorporar temas sociais na sua obra. O trabalho de Bertina Lopes foi também profundamente influenciado pelos eventos políticos que afetaram Moçambique, em particular durante o período que se seguiu à independência e à guerra civil entre a FRELIMO e a RENAMO . 

## Prémios
1950 - Prémio de Pintura, Lourenço Marques (Moçambique) 
1953 - Medalha de Prata, Lourenço Marques (Moçambique) 
1953 - Prémio Empresa Moderna, Lda., Lourenço Marques (Moçambique) 
1958 - Primeiro Classificado (Maior Mérito Artístico), Beira (Moçambique) 
1974 - Trullo D'Oro, Fasano di Puglia, Brindisi
1974 - La Mamma nell'arte, Comunidade de Santo Egídio, Roma 
1975 - Prémio Internacional de Pintura, do Centro Internacional de Arte e Cultura Mediterrânea, Corfu (Grécia) 
1978 - Leader d'arte. Campidoglio, Roma 
1986 - Venere d'Argento, Erice, Trapani
1988 - Grande Prémio de Honra, União Europeia dos Críticos de Arte, Roma 
1991 - Prémio Mundial Rachel Carson Memorial Foundation, Roma 
1992 - La Plejade per l'Arte, Roma 
1993 - Comendadora de Arte, nomeada por Mário Soares, Presidente da República de Portugal, Lisboa 
1994 - Centro Francescano Internacional de Estudos para o Diálogo dos Povos (Centro Franciscano Internacional de Estudos para promoção do diálogo entre as pessoas), Assis
1995 - Prémio Gabriele D'Annunzio, Pescara
1996 - Prémio UNIPAX Messaggero della Pace, Roma 
1998 - Prémio Internazionale Arte e Solidarietà nell'Arca, Florença
1998 - Prémio Internacional Frà Angelico, Roma 
2002 - Placa de Prata pelo Presidente da República da Itália, Roma 

## Ligações Externas
As Grandes Mulheres de África: Bertina Lopes - Arquivo RTP